# Global Champions Tour
Die  Global Champions Tour – abgekürzt GCT – ist eine seit dem Jahr 2006 ausgetragene internationale Turnierserie im Springreiten. Alle Turniere der Serie werden seit 2007 als CSI 5*, der schwersten Turnierkategorie im Springreiten, ausgeschrieben.

## Entwicklung der Serie

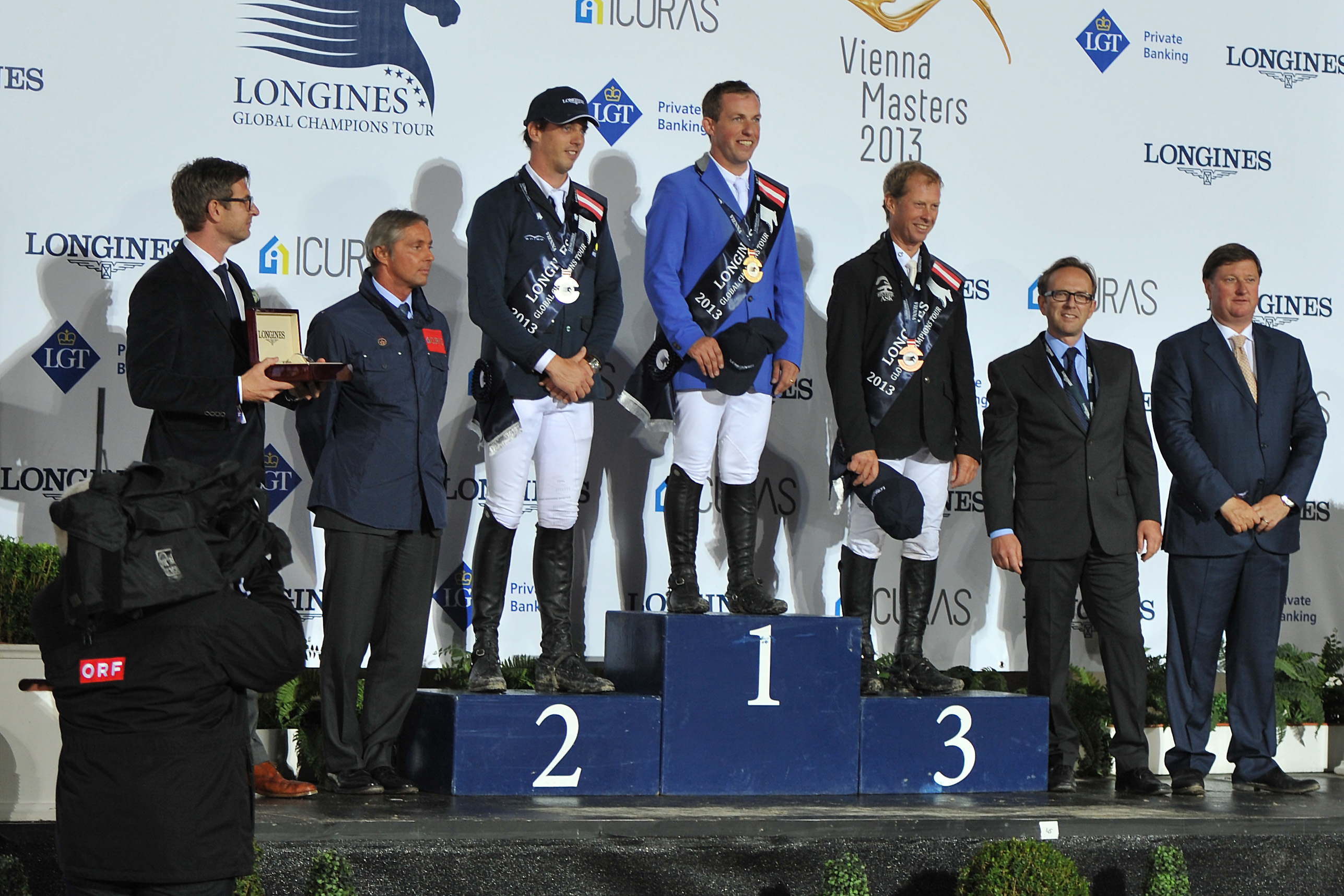
Siegerehrung der Etappe bei den Vienna Masters 2013

Die Global Champions Tour wurde erstmals 2006 ausgetragen. Initiator der Serie ist der ehemalige niederländische Springreiter und Mannschaftsolympiasieger von 1992, Jan Tops. Patronin der Serie war bis 2012 die griechische Springreiterin und Erbin des Vermögens von Aristoteles Onassis, Athina Onassis.
Im Jahr 2006 wurden die Wertungsprüfungen der Serie im Rahmen des Großen Preises der von insgesamt sechs Turniere der Kategorien CSI 4* und CSI 5* ausgetragen. Der Sieger einer Prüfungen der Global Champions Tour erhielt ein Preisgeld von 50.000 €.
Im Jahr 2007 kam zu den bisherigen Hauptsponsoren, CN/CN Worldwide und Rolex der europäische Fernsehsender Eurosport hinzu. Dieser ist offizieller Medienpartner der Global Champions Tour und ist auch für die internationale Vergabe der Rechte an der Tour verantwortlich. Seit 2007 wurden alle Turniere, in deren Rahmen Wertungsprüfungen der Global Champions Tour ausgetragen wurden, als CSI 5* ausgetragen, das Preisgeld wurde außerdem auf 300.000 € je Wertungsprüfung (davon 100.000 € für den Sieger) erhöht. Gleichzeitig wurden alle Wertungsprüfungen auf Samstagnachmittag bzw. Samstagabend verschoben, so dass diese in Mitteleuropa im Eurosport-Programm zur Hauptsendezeit – live oder zeitversetzt live – ausgestrahlt werden können.
Seit dem Jahr 2008 ist die Global Champions Tour eine offiziell von der FEI anerkannte Turnierserie, wird jedoch weiterhin von Jan Tops organisiert. In den Jahren 2008 und 2009 wurde ein offizielles Global-Champions-Tour-Finale ausgetragen, das mit 900.000 € (davon 300.000 € für den Sieger) dotiert war. Um an diesem teilzunehmen, mussten sich die Reiter über die Gesamtwertung qualifizieren.
Als Folge der sich zunehmend abzeichnenden Finanz- und Wirtschaftskrise wurde beschlossen, die Verteilung der Preisgelder in der Saison 2009 zu ändern. So erhielten die Veranstalter der Turniere eine Unterstützung von jeweils 15.000 €, die restliche Dotierung von 285.000 € je Wertungsprüfung werden als Preisgeld an die Teilnehmer ausgeschüttet (davon 95.000 € für den Sieger). Eine Ausnahme hierzu bildete die Wertungsprüfung von Estoril, die mit 400.000 € Preisgeld (davon 136.000 € für den Sieger) dem Großen Preis von Aachen den Titel als höchstdotierte Springprüfung Europas abnahm.
Im Jahr 2010 trat der Uhrenhersteller Jaeger-LeCoultre an die Stelle von CN und Rolex als Hauptsponsor der Serie, hierzu wurde ein Dreijahresvertrag unterzeichnet. Beginnend mit dem Jahr 2013 konnte Longines als neuer Hauptsponsor gewonnen werden.
Im Sommer 2014 erwarb McCourt Sports Limited, ein Tochterunternehmen des US-Finanzunternehmen McCourt Global, die Hälfte der Anteile an der Global Champions Tour. McCourt Global war unter anderem bis 2012 im Besitz des Baseball-Teams Los Angeles Dodgers. Im Januar 2020 wurden diese Anteile von der Tennor Holding übernommen.
Mit der Saison 2019 wurde die Abschlussetappe der Global Champions Tour nach New York City vergeben. Doha, langjähriger Saisonabschluss, wechselte im Gegenzug zu einem Termin am Saisonbeginn. Mit 19 Stationen plus dem Super Grand Prix in Prag erreichte die Turnierserie eine neue Rekordanzahl an Etappen. Die Saison 2020 wurde bedingt durch die COVID-19-Pandemie nach einer Etappe abgebrochen und die 15. Saison auf das Jahr 2021 verschoben.

## Stationen der Global Champions Tour

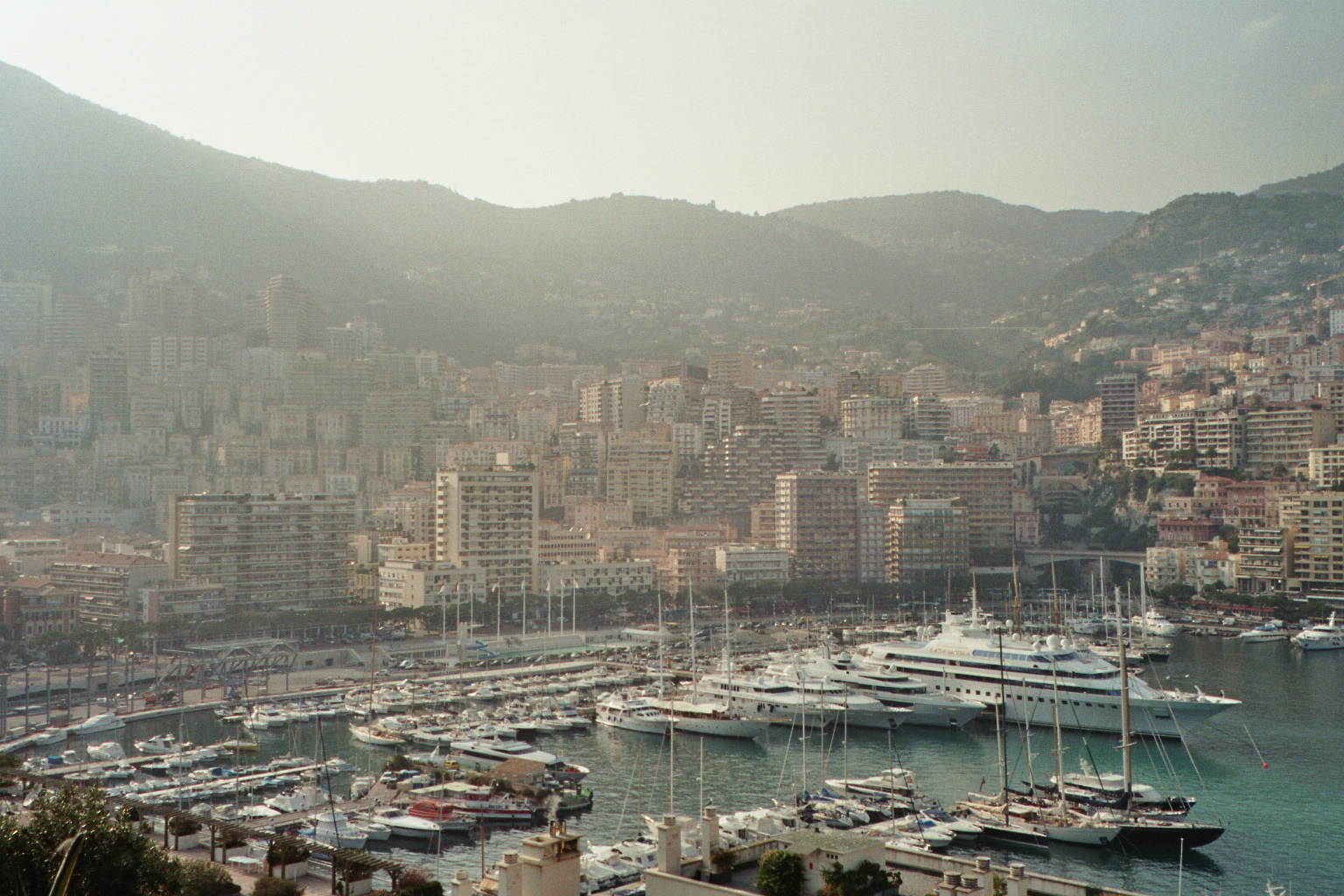
Unter Flutlicht findet am Ufer des Port Hercule in Monaco eine Station der Global Champions Tour statt

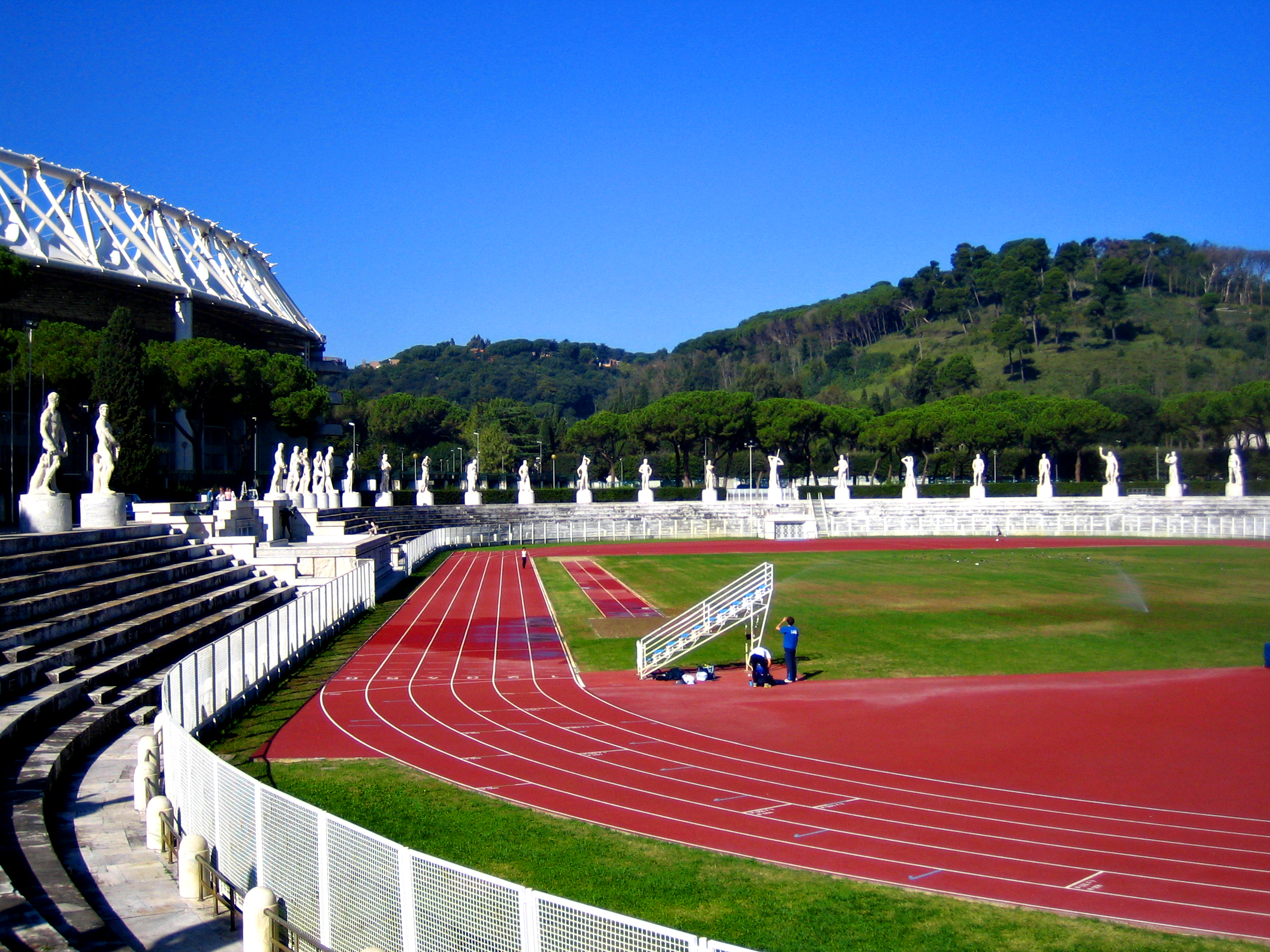
Das Marmorstadion auf dem Foro Italico in Rom ist Austragungsort einer Global Champions Tour-Etappe

Die aktuellen Stationen der Global Champions Tour sind (Stand Mai 2022):
- Doha, Al Shaqab Equestrian Centre (bis 2012 im Qatar Racing & Equestrian Club), 2008, 2011 und 2012 Station der GCT, 2009 und 2013 GCT-Finale
- Mexiko-Stadt, Campo Marte, seit 2016 Station der GCT
- Miami Beach, seit 2015 Station der GCT
- Madrid, Club de Campo Villa de Madrid, seit 2013 Station der GCT
- Hamburg – Deutsches Spring- und Dressurderby, Derbypark in Klein Flottbek, seit 2008 Station der GCT
- St. Tropez – Ramatuelle, seit 2018 Station der GCT
- Cannes, Stade des Hespérides, seit 2006 Station der GCT
- Stockholm, Olympiastadion, seit 2019 Station der GCT
- Monaco, Ufer am Jachthafen „Port Hercule“, seit 2006 Station der GCT
- Paris, verschiedene Austragungsorte, seit 2014 Station der GCT
- London, verschiedene Austragungsorte, 2013 bis 2015 und 2017 Station der GCT
- Valkenswaard, seit 2006 Station der GCT
- Rom, Stadio dei Marmi, seit 2015 Station der GCT
- New York City, Governors Island, seit 2019 Station der GCT
- Riad, seit 2022 Station der GCT
- Prag, O2 Arena, seit 2018 Super Grand Prix (nur für die Sieger der Wertungsprüfung der Saison)

Ehemalige Austragungsorte der Global Champions Tour sind:
- Wellington (Florida) – Winter Equestrian Festival, Palm Beach International Equestrian Center (PBIEC), 2006 und 2007 Station der GCT
- Gestüt Zangersheide bei Lanaken – EU Open Masters and Future Masters, nur 2006 ausgetragen
- Markopoulo Olympic Equestrian Centre bei Athen, 2007 Station der GCT
- Arezzo, Arezzo Equestrian Centre, 2007 bis 2009 Station der GCT
- La Mandria bei Turin, 2010 Station der GCT
- Rio de Janeiro – Athina Onassis International Horse Show, Reitanlage der Sociedade Hípica Brasileira in Rio de Janeiro, von 2009 bis 2011 Station der GCT; bis 2008 in der Hipica Paulista in São Paulo ausgetragen
- Lausanne, Lausanne International Horse Show, von 2012 bis 2014 Station der GCT
- Valencia, trockengelegtes Wasserbecken vor dem Museo de las Ciencias Príncipe Felipe in der Ciudad de las Artes y de las Ciencias, von 2009 bis 2011 Station der GCT
- Oliva bei Valencia, Oliva Nova Beach & Golf Resort, 2012 Station der GCT
- Abu Dhabi, Al-Forsan International Sports Resort, 2011 und 2012 Station der GCT
- Wiesbaden – Internationales Pfingstturnier, Schlosspark Biebrich, 2012 und 2013 Station der GCT
- Ebreichsdorf, Magna Racino, 2014 Station der GCT
- Wien, Trabrennbahn Krieau (bis 2015: Rathausplatz), 2012, 2013, 2015 und 2016 Station der GCT
- Antwerpen, 2014 bis 2016 Station der GCT
- Chantilly, Rennbahn am Schloss von Chantilly, von 2010 bis 2019 Station der GCT
- Shanghai, 2014 bis 2019 Station der GCT
- Cascais bei Estoril, Hipódromo Manuel Possolo, 2006 bis 2019 Station der GCT
- Berlin, Sommergarten des Messegeländes, 2017 bis 2021 Station der GCT

## Die Wertungsprüfungen
An den Wertungsprüfungen der Global Champions Tour dürfen teilnehmen:
- die besten 30 Reiter der Weltrangliste. Bei Teilnahmeverzicht kann nachgerückt werden – maximal bis zum 150. der Weltrangliste
- die Inhaber von Wild Cards: diese werden durch die Veranstalter der Global Champions Tour, die Veranstalter der Wertungsprüfungen bzw. durch Bundestrainer und durch die FEI vergeben.

Die Wertungsprüfung wurde bis zur Saison 2016 als Springprüfung mit zwei Umläufen und Stechen ausgetragen. Hierbei hatten beide Umläufen einen unterschiedlichen Parcours. Den zweiten Umlauf erreichten die besten 18 Reiter des ersten Umlaufs oder, soweit dies mehr sind, alle fehlerfreien Ritte. Die Strafpunkt werden hierbei aus dem ersten Umlauf mitgenommen, in das Endergebnis geht die Zeit des zweiten Umlaufs ein.
Mit der Anerkennung der Global Champions League als internationale Turnierserie durch die FEI zur Saison 2017 änderte sich auch das Modus der Global Champions Tour deutlich: Der bisherige erste Umlauf der Global Champions Tour-Wertungsprüfung wird nun als eigenständige Prüfung ausgetragen. Diese Prüfung dient zum einen als zweite Runde der Teamwertung der Global Champions League, zum anderen ist sie Qualifikationsprüfung zur anschließend stattfindenden Global Champions Tour-Wertungsprüfung.
Die Global Champions Tour-Wertungsprüfung wird zu einer Springprüfung mit einem Stechen verkürzt (das Preisgeld blieb unverändert). In dieser Prüfung sind die besten 25 Reiter aus der Qualifikationsprüfung startberechtigt, alle Teilnehmer starten wieder ohne Strafpunkte. Es besteht die Möglichkeit, mit demselben oder einem anderen Pferd als in der Qualifikationsprüfung anzutreten.

## Punktevergabe
Die Gesamtwertung wird anhand der Platzierungen der Reiter, unabhängig vom Pferd, in den einzelnen Wertungsprüfungen ermittelt.
Die Punktevergabe wurde dabei bis 2009 wie folgt vorgenommen:
| Platz  | 1  | 2  | 3  | 4  | 5  | 6  | 7  | 8  | 9  | 10 | 11 | 12 | 13 | 14 | 15 | 16 | 17 | 18 |
| Punkte | 20 | 18 | 16 | 15 | 14 | 13 | 12 | 11 | 10 | 9  | 8  | 7  | 6  | 5  | 4  | 3  | 2  | 1  |

Zu Beginn der Saison 2010 wurde die Punktevergabe umgestellt und erfolgt bis 2016 wie folgt (ab der Saison 2012 erhielten nur noch Reiter bis zum 18. Rang Wertungspunkte):
| Platz  | 1  | 2  | 3  | 4  | 5  | 6  | 7  | 8  | 9  | 10 | 11 | 12 | 13 | 14 | 15 | 16 | 17 | 18 | 19 | 20 | 21 | 22 | 23 | 24 | 25 |
| Punkte | 40 | 37 | 35 | 33 | 32 | 31 | 30 | 29 | 28 | 27 | 26 | 25 | 24 | 23 | 22 | 21 | 20 | 19 | 12 | 11 | 10 | 9  | 8  | 7  | 6  |

Mit der Reglementänderung zur Saison 2017 erhalten nun wieder 25 Reiter Wertungspunkte:
| Platz  | 1  | 2  | 3  | 4  | 5  | 6  | 7  | 8  | 9  | 10 | 11 | 12 | 13 | 14 | 15 | 16 | 17 | 18 | 19 | 20 | 21 | 22 | 23 | 24 | 25 |
| Punkte | 40 | 37 | 35 | 33 | 32 | 31 | 30 | 29 | 28 | 27 | 26 | 25 | 24 | 23 | 22 | 21 | 20 | 19 | 18 | 17 | 16 | 15 | 14 | 13 | 12 |

## Gesamt- und Finalsieger
Nachfolgend die Liste mit den Endergebnissen der Gesamtwertung der Global Champions Tour. In den Jahren 2006 und 2007 wurde anhand der Gesamtwertung der Sieger der Global Champions Tour ermittelt, in den Jahren 2008 und 2009 diente sie zur Ermittlung des Starterfeldes beim Serienfinale. Seit 2010 wird anhand der Gesamtwertung wieder der Sieger der Global Champions Tour ermittelt. An die 18 bestplatzierten Reiter der endgültigen Gesamtwertung wird seit dem Jahr 2010 ein zusätzliches Preisgeld von insgesamt 1.000.000 € vergeben.
| Jahr | Sieger der Gesamtwertung                                         |
| ---- | ---------------------------------------------------------------- |
| 2006 | Ludo Philippaerts – Sieger der Global Champions Tour 2006        |
| 2007 | Albert Zoer – Sieger der Global Champions Tour 2007              |
| 2008 | Nick Skelton                                                     |
| 2009 | Edwina Alexander                                                 |
| 2010 | Marcus Ehning (Bonus: 300.000 €) – Sieger der GCT 2010           |
| 2011 | Edwina Tops-Alexander (Bonus: 300.000 €) – Siegerin der GCT 2011 |
| 2012 | Edwina Tops-Alexander (Bonus: 294.500 €) – Siegerin der GCT 2012 |
| 2013 | Scott Brash (Bonus: 294.500 €) – Sieger der GCT 2013             |
| 2014 | Scott Brash (Bonus: 294.500 €) – Sieger der GCT 2014             |
| 2015 | Luciana Diniz (Bonus: 294.500 €) – Siegerin der GCT 2015         |
| 2016 | Rolf-Göran Bengtsson (Bonus: 294.500 €) – Sieger der GCT 2016    |
| 2017 | Harrie Smolders (Bonus: 294.500 €) – Sieger der GCT 2017         |
| 2018 | Ben Maher (Bonus: 294.500 €) – Sieger der GCT 2018               |
| 2019 | Ben Maher (Bonus: 294.500 €) – Sieger der GCT 2019               |
| 2020 | Saison abgebrochen                                               |
| 2021 | Peder Fredricson (Bonus: 232.500 €) – Sieger der GCT 2021        |
| 2022 | Ben Maher (Bonus: 232.500 €) – Sieger der GCT 2022               |
| 2023 | Harrie Smolders (Bonus: 294.500 €) – Sieger der GCT 2023         |

Im Jahr 2008, in dem die Global Champions Tour als offizielle Serie der FEI anerkannt wurde, und 2009 gab es ein Serienfinale. Es wurde nach einem von den Wertungsprüfungen abweichenden Reglement ausgetragen: Am Donnerstag fand eine erste Prüfung der 25 Qualifizierten statt, die als Springprüfung nach Fehlern und Zeit mit einem Umlauf ausgetragen wurde. Hieraus qualifizierten sich die besten 18 Reiter für die Hauptprüfung des Finales am Samstag, die als Springprüfung mit Stechen ausgetragen wurde. Die erste Prüfung war mit 50.000 € dotiert, die Hauptprüfung war mit 900.000 € dotiert (hiervon 300.000 € für den Sieger).
Die Qualifikation zum Finale erfolgte über die zuvor genannte Gesamtwertung (die besten 25 Reiter qualifizieren sich für das Finale, Nachrücken ist möglich). Folgende Reiter-Pferd-Paare gingen bisher als Finalsieger der Global Champions Tour hervor:
| Jahr | Austragungsort des Finales | Sieger des GCT-Finales                                                     | Zweitplatzierter des GCT-Finales          | Drittplatzierter des GCT-Finales                       |
| ---- | -------------------------- | -------------------------------------------------------------------------- | ----------------------------------------- | ------------------------------------------------------ |
| 2008 | São Paulo                  | Jessica Kürten mit Libertina Siegerin der Global Champions Tour 2008       | Meredith Michaels-Beerbaum mit Shutterfly | Ludger Beerbaum mit All Inclusive NRW                  |
| 2009 | Doha                       | Michel Robert mit Kellemoi de Pepita Sieger der Global Champions Tour 2009 | Jos Lansink mit Valentina van't Heike     | Álvaro Affonso de Miranda Neto mit Picolien Zeldenrust |

Seit 2018 wird wieder ein Finalturnier ausgerichtet. Bei dem sogenannten Global Champions Tour Super Grand Prix handelt es sich um eine Prüfung, die nicht für die Gesamtwertung zählt. Es sind nur die Sieger einer jeden Wertungsprüfung der GCT-Saison qualifiziert. Soweit ein Reiter sich bereits bei einer früheren GCT-Etappe qualifiziert hat, rückt jeweils der bestplatzierte noch nicht für den Super Grand Prix startberechtigte Reiter nach.
Austragungsort des Super Grand Prix ist Prag, das Finalturnier wird abweichend zu den anderen GCT-Turnieren als Hallenreitturnier durchgeführt. Das Preisgeld es Super Grand Prix beträgt 1,25 Millionen Euro, 300.000 Euro hiervon entfallen auf den Sieger.
| Jahr                  | Sieger der Gesamtwertung             |
| --------------------- | ------------------------------------ |
| Super Grand Prix 2018 | Edwina Tops-Alexander mit California |
| Super Grand Prix 2019 | Ben Maher mit Explosion W            |
| Super Grand Prix 2021 | Henrik von Eckermann mit King Edward |
| Super Grand Prix 2022 | Daniel Deußer mit Tobago Z           |
| Super Grand Prix 2023 | Julien Épaillard mit Dubai du Cedre  |

## Kritik

### Überschneidungen mit Nations-Cup-Turnieren
Um eine Übermacht der Global Champions Tour gegenüber anderer Veranstaltungen im Springreitsport, insbesondere den Nationenpreisen, zu verhindern, forderte die European Equestrian Federation (Dachverband der europäischen Reitsportverbände) Ende 2011 eine Regeländerung. Die wichtigsten Nationenpreise sollten zukünftig nicht mehr mit anderen CSI 5*-Turnieren, insbesondere mit GCT-Turnieren, zusammenfallen.
Diese Regelung konnte jedoch nicht umgesetzt werden. 2018 kam es zu sechs Überschneidungen mit Nationenpreisturnieren des FEI Nations Cups.
Auch der International Jumping Rider Clubs (IJRC; Interessenvertretung von Springreitern, die unter den Top 100 der Weltrangliste platziert sind) nahm sich dieses Themas an und sprach sich mit Zweidrittelmehrheit dafür aus, dass nur noch die Hälfte der GCT-Stationen in die Gesamtwertung eingehen sollen. Die FEI schloss sich der Meinung des IJRC an, nur die Hälfte der GCT-Prüfungen zählen daher seit 2012 für die Gesamtwertung.
Auch wenn die GCT in Verbindung mit ihrer Schwesterserie Global Champions League hohe Akzeptanz bei den Toppreitern hat, blieb die Kritik bestehen. Angesprochen auf das nochmalige Wachstum auf 20 Stationen äußere sich der deutsche Bundestrainer Otto Becker im Februar 2019: „20 Stationen finde ich zu viel, 15 wie früher wären aus meiner Sicht besser … Fast jedes Nationenpreis-Turnier ist zeitgleich mit einem Global-Turnier …  Was es aufwendig und anspruchsvoll macht, sind die weiten Reisen.“

### Verkauf von Wild Card-Startplätzen
2012 wurde erstmals von einem Reiter an die Öffentlichkeit getragen, dass er für einen Wild Card Startplatz 30.000 Euro hätte zahlen sollen.
Inzwischen ist bekannt, dass die Veranstalter der Global Champions Tour den Veranstaltern der einzelnen Turniere das Wild Card Kontingent weit möglichst abkaufen, um diese Startplätze als „Pay Cards“ zu verkaufen. Dies kann in einem Startfeld von 50 Reitern bis zu 15 Startplätze (30 %) ausmachen. Preise seien dabei flexibel, es gelte das Gesetz von Angebot und Nachfrage.